# Campionati europei giovanili di nuoto 2025
La 51a edizione dei Campionati europei giovanili di nuoto si è svolta dal 1 al 6 luglio 2025 a Šamorín, in Slovacchia.

## Medagliere
| Posizione | Paese                       | Oro | Argento | Bronzo | Totale |
| --------- | --------------------------- | --- | ------- | ------ | ------ |
| 1         | Regno Unito                 | 9   | 5       | 5      | 19     |
| NC        | Atleti Individuali Neutrali | 5   | 4       | 4      | 13     |
| 2         | Italia                      | 4   | 7       | 3      | 14     |
| 3         | Spagna                      | 4   | 5       | 5      | 14     |
| 4         | Lituania                    | 4   | 3       | 1      | 8      |
| 5         | Turchia                     | 3   | 1       | 5      | 9      |
| 6         | Francia                     | 2   | 2       | 1      | 5      |
| 7         | Danimarca                   | 2   | 2       | 0      | 4      |
| 8         | Romania                     | 2   | 1       | 2      | 5      |
| 9         | Ungheria                    | 2   | 0       | 2      | 4      |
| 10        | Germania                    | 1   | 6       | 3      | 10     |
| 11        | Polonia                     | 1   | 1       | 2      | 4      |
| 12        | Irlanda                     | 1   | 0       | 3      | 4      |
| 13        | Austria                     | 1   | 0       | 0      | 1      |
| 13        | Belgio                      | 1   | 0       | 0      | 1      |
| 14        | Grecia                      | 0   | 2       | 1      | 3      |
| 15        | Estonia                     | 0   | 1       | 0      | 1      |
| 15        | Finlandia                   | 0   | 1       | 0      | 1      |
| 15        | Ucraina                     | 0   | 1       | 0      | 1      |
| 15        | Rep. Ceca                   | 0   | 1       | 0      | 1      |
| 16        | Serbia                      | 0   | 0       | 2      | 2      |
| 17        | Norvegia                    | 0   | 0       | 1      | 1      |
| 17        | Svizzera                    | 0   | 0       | 1      | 1      |
| Totale    | Totale                      | 42  | 44      | 40     | 126    |

## Podi

### Uomini
| Evento               | Oro | Tempo    | Argento | Tempo    | Bronzo | Tempo    |
| -------------------- | --- | -------- | --- | -------- | --- | -------- |
| Stile libero         | |          | |          | |          |
| 50 m                 | Tajus Juska | 22"14    | Nikita Sheremet | 22"17    | Luca Hoek le Guenedal | 22"28    |
| 100 m                | Luca Hoek le Guenedal | 48"25    | Tajus Juska | 48"57    | Justin Cvetkov | 49"03    |
| 200 m                | Christian Giefing | 1'46"88  | Tajus Juska | 1'47"03  | Sander Kiær Sørensen | 1'47"47  |
| 400 m                | Grigorii Vekovishchev | 3'48"71  | Johannes Liebmann | 3'49"07  | Kuzey Tunçelli | 3'49"50  |
| 800 m                | Kuzey Tunçelli | 7'46"01  | Grigorii Vekovishchev | 7'51"49  | Johannes Liebmann | 7'54"09  |
| 1500 m               | Kuzey Tunçelli | 14'45"05 | Johannes Liebmann | 14'53"15 | Cristobal Vargas Trujillo | 15'11"34 |
| Dorso                | |          | |          | |          |
| 50 m                 | Georgii Iakovlev | 25"04    | Daniele Del Signore | 25"25    | Mikhail Shcherbakov | 25"30    |
| 100 m                | John Shortt | 54"09    | Georgii Iakovlev | 54"47    | Nathan Muratory | 54"75    |
| 200 m                | Zsombor Rácz | 1'57"89  | Daniele Del Signore | 1'57"94  | John Shortt | 1'58"45  |
| Rana                 | |          | |          | |          |
| 50 m                 | Nusrat Allahverdi | 27"24    | Filip Nowacki | 27"61    | Jan Malte Gräfe | 27"65    |
| 100 m                | Filip Nowacki | 59"59    | Evangelos Efraim Ntoumas | 1'00"18  | Nusrat Allahverdi | 1'00"24  |
| 200 m                | Filip Nowacki | 2'08"32  | Doruk Yoğurtçuoğlu | 2'09"92  | Michele Longobardo | 2'10"88  |
| Farfalla             | |          | |          | |          |
| 50 m                 | Dean Fearn | 23"29    | Jan Foltýn | 23"55    | Nemanja Maksic | 23"78    |
| 100 m                | Tajus Juska | 52"54    | Dean Fearn | 52"64    | Isak Fernandez Rodrigo | 52"72    |
| 200 m                | David Antal | 1'57"42  | Isak Fernandez Rodrigo | 1'58"39  | Tuncer Berk Ertürk | 1'58"40  |
| Misti                | |          | |          | |          |
| 200 m                | Mikhail Shcherbakov | 1'59"04  | Robert-Andrei Badea | 2'00"59  | Iason Routoulas | 2'01"18  |
| 400 m                | Robert-Andrei Badea | 4'18"22  | Cristobal Vargas Trujillo | 4'19"26  | Onur Ege Öksüz | 4'19"92  |
| Staffette            | |          | |          | |          |
| 4x100 m stile libero | Italia Francesco Ceolin (50"08) Daniele Del Signore (49"36) Luca Scampicchio (49"83) Daniel D'Agostino (49"07)                                     | 3'18"34  | Francia Néo Dutriaux (49"64) Gabriel Crassard (49"91) Simon Meubry (55"28) Roméo Fadda-Sauvageot (49"92) Hugo Duvauchelle Mathieu Dufraigne | 3'19"26  | Regno Unito Gabriel Shepherd (50"27) Jack Brown (50"70) Harry Milne (49"37) Rio Daodu (49"66)                                    | 3'20"00  |
| 4x200 m stile libero | Francia Raphaël-Sauveur Cristofini (1'49"07) Gabriel Crassard (1'50"08) Simon Meubry (1'49"62) Néo Dutriaux (1'47"22) Hugo Duvauchelle Maël Dijoux | 7'15"99  | Italia Andrea Zanin (1'49"41) Gabriele Valente (1'49"87) Francesco Pernice (1'49"42) Alberto Ferrazza (1'47"81) Matteo Busilacchi           | 7'16"51  | Turchia Ahmet Mete Boylu (1'48"90) Tuncer Berk Ertürk (1'50"26) Özgür Yonca (1'50"48) Kuzey Tunçelli (1'51"03) Ege Özgür         | 7'20"67  |
| 4x100 m misti        | Regno Unito Dean Fearn (56"29) Filip Nowacki (59"53) Jack Brown (53"59) Gabriel Shepherd (48"68) Daniel Ransom Josh Inglis Harry Milne             | 3'38"09  | Grecia Nikolaos Papatheodorou (55"85) Evangelos Efraim Ntoumas (59"83) Iason Routoulas (53"64) Nikolaos Spatharakis (49"64)                 | 3'38"96  | Spagna Carlos González Cabello (55"65) Biel Martin i Sole (1'02"85) Isak Fernandez Rodrigo (52"85) Luca Hoek le Guenedal (47"83) | 3'39"18  |

### Donne
| Evento               | Oro | Tempo    | Argento | Tempo    | Bronzo | Tempo         |
| -------------------- | --- | -------- | --- | -------- | --- | ------------- |
| Stile libero         | |          | |          | |               |
| 50 m                 | Martine Damborg | 25"00    | Theodora Taylor Kira Manokhina | 25"12    | non assegnata | non assegnata |
| 100 m                | Albane Cachot | 54"17    | Maria Daza Garcia | 54"39    | Grace Davison | 54"80         |
| 200 m                | Bianca Nannucci | 1'58"41  | Maria Daza Garcia | 1'58"97  | Sofia Diakova | 1'59"09       |
| 400 m                | Sofia Diakova | 4'07"06  | Kseniia Misharina | 4'07"52  | Emma Vittoria Giannelli | 4'09"05       |
| 800 m                | Sofia Diakova | 8'27"78  | Emma Vittoria Giannelli | 8'29"65  | Amelie Blocksidge | 8'33"78       |
| 1500 m               | Amelie Blocksidge | 16'10"23 | Emma Vittoria Giannelli | 16'13"11 | Vivien Jackl | 16'17"42      |
| Dorso                | |          | |          | |               |
| 50 m                 | Blythe Kinsman | 27"79    | Martine Damborg | 28"18    | Daria Măriuca Silișteanu | 28"26         |
| 100 m                | Daria Măriuca Silișteanu | 1'00"40  | Jeanne Lechevalier | 1'00"52  | Blythe Kinsman | 1'00"70       |
| 200 m                | Estella Llum Tonrath Nollg | 2'10"02  | Nahia Garrido Malvar | 2'12"47  | Aissia-Claudia Prisecariu | 2'13"10       |
| Rana                 | |          | |          | |               |
| 50 m                 | Smiltė Plytnykaitė | 31"16    | Egle Salu | 31"19    | Nayara Pineda Lopez | 31"26         |
| 100 m                | Smiltė Plytnykaitė | 1'07"21  | Lena Ludwig | 1'08"10  | Theodora Taylor | 1'08"47       |
| 200 m                | Lena Ludwig | 2'27"48  | Paulina Baran | 2'27"78  | Kay-Lin Löhr | 2'27"95       |
| Delfino              | |          | |          | |               |
| 50 m                 | Flawia Kamzol | 26"17    | Martine Damborg | 26"25    | Mariia Osetrova | 26"44         |
| 100 m                | Martine Damborg | 58"30    | Aliisa Soini | 58"95    | Flawia Kamzol | 59"10         |
| 200 m                | Sarah Dumont | 2'09"75  | Edith Price | 2'10"42  | Serafima Fokina | 2'11"56       |
| Misti                | |          | |          | |               |
| 200 m                | Amalie Smith | 2'12"62  | Noelle Benkler | 2'11"74  | Grace Davison | 2'14"05       |
| 400 m                | Amalie Smith | 4'37"02  | Noelle Benkler | 4'39"01  | Vivien Jackl | 4'40"40       |
| Staffette            | |          | |          | |               |
| 4x100 m stile libero | Spagna Maria Daza Garcia (54"87) Irene Ciércoles Galve (55"13) Claudia Muñoz Becerra (55"59) Sara Costa de Vicente (55"70) Candela Arroyo Carbajo                                 | 3'41"29  | Italia Alessandra Leoni (55"56) Ludovica di Maria (56"14) Alessandra Mao (55"15) Caterina Santambrogio (54"84) Alice Guarnieri                     | 3'41"69  | Germania Linda Roth (55"29) Leni Labarre (55"55) Zara Selimovic (55"95) Svenja Gotting (55"57) Cara Vogt                                      | 3'42"36       |
| 4x200 m stile libero | Italia Lucrezia Domina (1'59"69) Bianca Nannucci (1'59"65) Chiara Sama (1'59"19) Alessandra Mao (1'57"53) Giulia Pascareanu Alessandra Leoni Alice Guarnieri                      | 7'56"06  | Lituania Ieva Jurkūnaitė (2'00"56) Sylvia Statkevicius (1'59"32) Ieva Visockaitė (2'01"10) Ieva Nainyte (2'01"17)                                  | 8'02"15  | Regno Unito Phoebe Cooper (2'01"19) Annabelle Compton (2'01"08) Hollie Wilson (2'02"04) Amalie Smith (1'59"81)                                | 8'04"12       |
| 4x100 m misti        | Italia Benedetta Boscaro (1'01"98) Irene Burato (1'09"15) Caterina Santambrogio (58"86) Alessandra Leoni (54"31) Ludovica di Maria Lucrezia Mancini Giulia Diodati Alessandra Mao | 4'04"30  | Germania Noelle Benkler (1'02"70) Lena Ludwig (1'07"89) Yara Fay Riefstahl (58"97) Linda Roth (54"78) Ewa Zur Brügge Hannah Schneider Leni Labarre | 4'04"34  | Lituania Emilija Pociūtė (1'02"47) Smiltė Plytnykaitė (1'06"76) Guoda Trucinskaite (1'01"38) Sylvia Statkevičius (54"61) Kotryna Paradnikaite | 4'05"22       |

### Gare miste
| Evento               | Oro | Tempo   | Argento | Tempo   | Bronzo | Tempo   |
| -------------------- | --- | ------- | --- | ------- | --- | ------- |
| Staffette            | |         | |         | |         |
| 4x100 m stile libero | Spagna Luca Hoek le Guenedal (48"14) Dario Berdiel Latorre (49"98) Irene Ciércoles Galve (55"40) Maria Daza Garcia (54"17) Sara Costa de Vicente Claudia Muñoz Becerra | 3'27"69 | Regno Unito Harry Milne (50"00) Gabriel Shepherd (49"21) Skye Carter (55"23) Theodora Taylor (54"62) Hannah Capron Annabelle Compton                                                  | 3'29"06 | Italia Daniele Del Signore (50"11) Daniel D'Agostino (49"10) Alessandra Leoni (55"59) Caterina Santambrogio (54"57) Francesco Ceolin Gabriele Valente Chiara Sama Alice Guarnieri | 3'29"37 |
| 4x100 m misti        | Regno Unito Blythe Kinsman (1'00"64) Filip Nowacki (59"25) Dean Fearn (52"44) Theodora Taylor (54"74) Daniel Ransom Joshua Inglis Skye Carter                          | 3'47"07 | Italia Daniele Del Signore (54"64) Michele Longobardo (1'01"01) Caterina Santambrogio (59"19) Alessandra Mao (55"46) Ludovica Di Maria Gabriele Garzia Nicola Furlani Alice Guarnieri | 3'50"30 | Polonia Varvara Hlushchenko (1'01"67) Jan Gajda (1'00"66) Flawia Kamzol (58"95) Przemysław Pietroń (49"04)                                                                        | 3'50"32 |